# Ernst Haeckel
Ernst Heinrich Philipp August Haeckel (født 16. februar 1834 i Potsdam, død 9. august 1919 i Jena) var en tysk biolog og filosof, som gjorde Charles Darwins arbejder kendt i Tyskland, og som udbyggede dem med hensyn til menneskets afstamning.
Haeckel var læge og blev professor i sammenlignende anatomi. Han var også én af de første, der så psykologien som en gren af fysiologien. Han udmøntede en række videnskabelige begreber, der bruges endnu i dag: f.eks. stamme eller økologi.
Han betegnede politik som anvendt biologi, men den og andre udtalelser blev senere brugt af nazisterne og indlemmet i deres ideologi, hvor de blev brugt som begrundelser for racisme og socialdarwinisme.
Haeckel var en karismatisk personlighed, som vandt større popularitet i offentligheden, end hos videnskabelige kolleger. Selv om Haeckels idéer var vigtige i diskussionen om udviklingslæren, og til trods for at han var en dygtig anatom, har mange af hans teoretiske udredninger vist sig at være upræcise, brudstykkeagtige eller simpelthen forkerte.

## Liv og gerning
Ernst Haeckel var søn af regeringsrådgiveren Philipp August Haeckel og hans hustru Charlotte født Sethe, som stammede fra en juristfamilie. Han tog abitur ved domgymnasiet i Merseburg. Så studerede han medicin i Berlin, hvor han promoverede til doktorgraden i 1857 og 1858. Men eftersom han havde problemer med at forholde sig personlig til menneskelig lidelse, gik han ikke ind i nogen lægekarriere.
I 1858 forlovede Haeckel sig med sin kusine Agnes Sethe; de giftede sig i 1862. Fra 1859 til 1860 bedrev han havbiologiske studier i Napolibugten. Efterfølgende beskæftigede han sig for første gang med Darwins Arternes Oprindelse.
I 1861 habiliterede han sig til doktor og blev privatdocent i sammenlignende anatomi i Jena. I 1862 holdt Haeckel sin første forelæsning om arternes oprindelse.
I 1865 blev han æresdoktor i filosofi og fik et professorat i zoologi i Jena, som den gang sorterede under det filosofiske fakultet. Fra 1866 til 1867 foretog Haeckel en rejse til De Kanariske Øer. Det var på dette tidspunkt, at han mødte Charles Darwin, Thomas Huxley og Charles Lyell.
I 1867 giftede han sig med Agnes Huschke. De fik børnene Walter (1868), Elisabeth (1871) og Emma (1873).
I 1869 rejste han til Norge, 1871 til Dalmatien, 1873 til Egypten, Tyrkiet og Grækenland.
Fra 1876 var Haeckel prorektor ved universitetet i Jena og foretog forelæsningsrejser rundt om i Tyskland. Til 1879 fulgte flere rejser til England og Skotland, og i den forbindelse mødte han igen flere gange Charles Darwin. Han rejste også til Korfu. Mellem 1881 og 1882 rejste Haeckel for første gang til troperne, blandt andet til øen Ceylon.
I 1887 rejste Haeckel til Palæstina, Syrien og Lilleasien, i 1890 til Algeriet, 1897 gennem det sydlige Finland og Rusland, 1899 til Korsika og 1900 for anden gang til troperne. På denne tid begyndte også hans venskab med Frida von Uslar-Gleichen (1864–1903). I 1907 foretog forskeren sin sidste større rejse, til Sverige.
I 1908 stiftede Haeckel det phyletiske museum i Jena.
Haeckel var også politisk engageret. Han var medlem af Det altyske forbund og fra 1905 æresmedlem af Det tyske selskab for racehygiene. For at udbrede sin verdensanskuelse grundlagde Haeckel i 1906 Det tyske monistforbund i Jenas zoologiske institut.
I 1909 sluttede Haeckels professorvirksomhed. I 1910 meldte han sig ud af den evangeliske (lutherske) kirke. Hans kone Agnes døde i 1915. Haeckel blev stadig mere svagelig og døde den 9. august 1919.

## Kunst og natur
Haeckel så biologien som beslægtet med kunsten. Han var stærkt betaget af naturens symmetri og harmoni i sine former. Dette beskrev og viste han i flere værker, og han påvirkede dermed den moderne kunst ved indgangen til 1900-tallet.

## Den biogenetiske grundregel
Haeckel var en foregangsmand indenfor embryologi og var den første, som satte stadierne i udvikling af fostre i forbindelse med den nye evolutionsteori formuleret af Charles Darwin, så som gæller og hale hos tidlige menneskefostre. Hans observationer af parallellerne mellem ontogenese og fylogenese gjorde at han mente, at der fandtes en årsagsforbindelse mellem fosterudvikling og evolution. Hans teori sammenfattes ofte i sætningen "ontogenese rekapitulerer fylogenese". Haeckel mente, at man ville kunne spore menneskets udvikling fra fisk til menneske ved at studere fosterudviklingen. Han tanker om kausalforbindelse var omstridte, og blev senere helt afvist af biologerne i sin oprindelige form. Det har ligeledes vist sig, at hans idealiserede og omstridte fostertegninger er et falsum.

## Haeckels filosofi

### Evolution og fosterudvikling
Eftersom Haeckels forsøg på at bevise evolutionsteorien var forfalskede, og Haeckel selv opsatte den naturvidenskabelige erkendelse som en modsætning til religionen, blev hans mislykkede bevisførelse et yndet angrebspunkt for forskere, som ville tilbagevise evolutionsteorien. Senere blev han også stærkt kritiseret af fx biologen Stephen Jay Gould.
Filosofisk forfægtede Haeckel en materialistisk monisme. I "Die Welthrätsel" skrev han:
Sammensmeltningen af tilsyneladende modsætninger og dermed fremskridtet som løsningsvej til den fundamentale verdensgåde [Welträthsel] rykker os med hvert år stadig nærmere ved vor voksende naturerkendelse. Således kan vi hengive os i det glædelige håb, at det tyvende århundrede vil udjævne stadig flere sådanne modsætninger og dannelsen af den rene monisme i vide kredse vil udbrede den eftertragtede verdensanskuelsernes enhed.
Gould kritiserede særlig Haeckels illustration af fosterudvikling hos hvirveldyr som er blevet brugt i skolebøger siden de blev tegnet. Haeckel blev beskyldt for forfalskning af disse tegninger både af kolleger, som følte sig udsatte for plagiat og ikke mindst af den katolske kirke, som karakteriserede tegningerne som forfalskninger. Tegningerne har vært genstand for flere artikler i moderne naturvidenskabelige tidsskrifter. Haeckels tegninger omgår en del træk som adskiller klasserne af hvirveldyr, som navlestrengen hos Placentale pattedyr og den forstørrede mellemhjerne hos fugle. Han har også undladt at tegne blommesækken og det store hjerte som skjuler mange af strukturerne i det tidlige foster. Fostrene er også rettet ud og poseret i stillinger de ikke ville have indtaget i levende live. Tegningerne fremhæver formodede ligheder og omgår forskelle for at vise princippet han var ude efter at vise. Hans forsvarere mener, at tegningerne snarere er mere idealiserede end faktiske forfalskninger som mange af hans modstandere har hævdet.

### Haeckel som «modpave»
Men Haeckel var ikke en konsekvent ateist. Vel afviste han enhver skabelsesakt, men påvirkningen fra hans kristelige barndomshjem lod det guddommelige trænge igennem i form af en besjæling af naturen. Hans materialisme var om en gennemåndelig materie, og han betragtede Gud som identisk med de almengyldige naturlove. Han opererede i den forbindelse blandt andet med "cellehukommelse" (Zellgedächtnis, Mneme) og med "krystalsjæle".
Haeckel var i september 1904 på den internationale fritænkerkongres i Rom som en af 2000 deltagere. Der blev han højtideligt udråbt af deltagerne til "modpave", og ved en demonstration på Campo dei Fiori lagde Haeckel en laurbærkrans på Giordano Bruno-statuen der. Haeckel gik villigt med til alt dette.
Disse demonstrationer i Pavens by udløste en massiv kampagne fra kirkeligt hold. Hans videnskabelige integritet blev også anfægtet, og han blev beskyldt for at fare med forfalskninger. Men 46 professorer sagde god for ham. Han tog også til genmæle med skriftet "Sandalion – Eine offene Antwort auf die Fälschungs-Anklagen der Jesuiten".
Den 11. januar 1906 blev Det tyske monistforbund grundlagt i Jena, hvilket Ernst Haeckel havde ivret for helt siden september 1904 i Rom. Haeckel blev ærespræsident for forbundet. I 1909 blev også det østrigske, i 1913 det Schweiziske og det tjekkiske monistforbund grundlagt.

### Kampen mod den katolske kirke
Som alle materialistiske monister var Haeckel en indædt modstander af kristendommen og da i særlig grad Den katolske kirke, som han omfattede med utilsløret had. Den katolske kirke var for ham "en elendig karikatur af den oprindelig rene kristendom". Han var også en ihærdig modstander af det tyske katolske parti Zentrum. Protestantismen tolererede han i den forstand, at dens hovedstifter Martin Luther havde gjort oprør mod papismen. Dogmer som Jesu opstandelse og jomfrufødsel afviste han naturligvis og gjorde nar ad, for eksempel fremholdt han at Jesus sikkert var barn fra et frit kærlighedsforhold mellem jomfru Maria og en romersk centurion.
Haeckel fremhævede, at døden tilintetgjorde den menneskelige eksistens, at selvmordet var en rettighed, at det var ret at aflive uhelbredeligt syge, som bad om det, og at man kunne tage livet af sindssyge.

### Fritænkere
Ernst Haeckel tilhørte kredsen af ledende fritænkere og tilhængere af en materialistisk fremskridtstro, og hans tanker vandt indpas både i borgerligt-liberale og i venstreorienterede kredse. Blandt monistene omkring Haeckel kan nævnes Ferdinand Tönnies, Henry van de Velde, Alfred Hermann Fried, Otto Lehmann-Rüssbildt, Helene Stöcker, Magnus Hirschfeld og Carl von Ossietzky. Også socialister og anarkister som August Bebel, Franz Mehring og prins Pjotr Aleksejevitsj Kropotkin betjente sig af hans tankegods.
Også antroposoffen Rudolf Steiner nærede en beundring for Haeckel. Dele af hans tanker blev senere overtaget af nationalsocialismen; det gjaldt frem for alt hans socialdarwinisme.

## Haeckels socialdarwinisme
Mange betragter Haeckel som en forløber for den tyske eugenik. I «Lebenswundern» hedder det:
"Hundredtusinder af uhelbredeligt syge, særlig sindssyge, spedalske, kræftsyge og så videre, bliver holdt kunstig i live i vore kulturstater, helt uden at det gavner hverken dem selv eller helheden."
En lignende tanke udtrykkes også hos Charles Darwin:
"Vi civiliserede mænd gør derimod vores yderste for at kontrollere processen med eliminering; Vi bygger asyler for de imbecile, krøblinger og de syge; Vi indfører fattiglove; Og vores medicinske kyndige udøver deres yderste evne til at redde hver eneste liv til sidste øjeblik. Der er grund til at tro på, at vaccination har bevaret tusinder, som i en svag forfatning tidligere ville have bukket sig for kopper. Således udbreder de svage medlemmer af civiliserede samfund deres art. Ingen, der har deltaget i opdræt af husdyr, vil tvivle på, at dette må være stærkt skadeligt for mennesket. Det er overraskende, hvor hurtigt et ønske om pleje eller omhu fejlagtigt brugt, fører til degenerering af en husdyrrace; men forventer i tilfælde af mennesket selv, at næsten ingen er så uvidende, at tillade hans værste dyr at avle." (Charles Darwin: The descent of man, and selection in relation to sex, 1871).
I hvilken grad Haeckel i det først nævnte citat fra hans egen polemik blot gengav Darwins ideer, eller om han selv havde udviklet konceptet, er omstridt. Men hvert fald havde Charles Darwin altså selv overført selektions- og evolutionsprincipper på sociale systemer og fællesskab, om end ordet socialdarwinisme først senere blev brugt i forbindelse med eugenik (altså med kunstig og aktiv selektion fra samfundets side og ikke bare som naturens egen implicitte regel, som Darwin og Haeckel beskrev det).
Nazi-eugenikere bragte synsmåden et yderligere skridt videre. Hos dem drejede det sig ikke længere blot om en afholdenhed fra medicinske og sociale tiltag som "strider mod den naturlige selektions principper", men snarere om aktiv bortsortering eller tvangssterilisering. At Adolf Hitler havde fået stærke impulser fra den stærkt tysknationale chauvinist Haeckel anses som ubestridt.
Blandt de Haeckel-udsagn, som faldt i nazistenes smag, var:
"En eneste fint dannet tysk kriger [...] har et højere intellektuelt og moralsk livsværd end hundrede af de rå naturmennesker som England og Frankrig, Rusland og Italien stiller op imod ham".
og
"Forskellene mellem de højeste og laveste mennesker [er] større end den forskel, som er mellem de laveste mennesker og de højeste dyr".

## Udmærkelser
Royal Society tildelte ham i 1900 Darwinmedaljen "for hans længe pågående og meget vigtige arbejde indenfor zoologien, som i alt var inspireret af darwinismens ånd".
I 1894 blev Haeckel valgt til æresmedlem af det tyske Nassauischer Verein für Naturkunde og modtog Linnean Medal. Accademia dei Lincei anførte ham fra 1899 som udenlandsk medlem.

## Forfatterskab
- Über die Eier Scomberesoces. J. Müllers Archiv für Anatomie und Physiologie S.23-32 Tafel IV, V, 1855
- Über die Beziehungen des Typhus zur Tuberkulose. Wiener medizinische Wochenschrift, Bd. VI S. 1-5, 17-20, 1856
- Fibrois des Uterus. Wiener medizinische Wochenschrift, Bd. VI S. 97-101, 1856
- De telis quibusdam Astaci fluviatilis. Dissertio inauguralis histologica, die VII M.Martini A. Berolini, T.G. Schade, 1857
- Über die Gewebe des Flußkrebses. Müllers Archiv für Anatomie und Physiologie, S. 469-568 Tafel XVIII, XIX, 1857
- Beiträge zur normalen und pathologischen Anatonmie der Plexus chlorioides. Vierchows Archiv für pathologische Anatomie, Bd. XVI, S. 253-289, Tafel VIII, 1858
- Über Augen und Nerven der Sterntiere. Zeitschrift für wissenschaftliche Zoologie, Band 1859, S.183-190 Tafel XI, 1859
- Reiseskitzen aus Sizilien. Zeitschrift für allgemeine Erdkunde, Bd. VIII S.433-486, Berlin 1860
- Über neue lebende Radiolarien des Mittelmeers. Monatsbericht der Königlichen Akademie der Wissenschaften Berlin, 13.12. 1860 S.794-817, 1860
- Abbildung und Diagnosen neuer Gattungen und Arten von lebenden Radiolarien des Mittelmeers. Monatsbericht der Königlichen Akademie der Wissenschaften Berlin, 20.12. 1860 S.835-845, 1860
- De Rizopodum finibus et ordinibus. Dissertio pro venia legendi impetranda in litterarum universitate Jenensi. Die IV. M. Martini 1861, Berolini, Georg Reimer, 1861
- Die Radiolarien (Rhizopoda radiata). Eine Monographie. Georg Reimer Bd. 1 (Text) XVI und. 572 Seiten. Bd. 2 (Atlas) 35 Tafeln, Berlin 1862
- Über die Entwicklungstheorie Darwins. Öffentlicher Vortrag in der Allgemeinen Versammlung deutscher Naturforscher und Ärzte zu Steettin, am 19. 9.1862 (Amtlicher Bericht über die 37. Versammlung S. 17), 1863
- Beiträge zur Kenntnis der Corycaeiden (Copepoden). Jenaische Zeitschrift für Medizin und Naturwissenschaft. Bd1. S.61-112, Tafel I-III, 1864
- Beschreibung neuer craspedoter Medusen aus dem Golf von Nizza. Jenaische Zeitschrift für Medizin und Naturwissenschaft. Bd1. S. 325-342, 1864
- Die Familie der Rüsselquallen (Medusae Geryonidae). Jenaische Zeitschrift für Medizin und Naturwissenschaft. Bd1. S. 435-469 Tafel XI, XII, 1864
- Über eine neue Form des Generationswechsels bei Medusen und über die Verwandtschaft der Geryoiniden und Äginiden. Monatsbericht der Berliner Akademie S.85-94, 1865